# Ariana DeBose
Ariana DeBose (Raleigh, Carolina del Norte; 25 de enero de 1991) es una actriz, cantante y bailarina estadounidense. Conocida por sus actuaciones en el escenario y la pantalla, ha recibido múltiples elogios, incluido un Premio Óscar, un Premio BAFTA y un Globo de Oro. En 2022, la revista Time la nombró una de las 100 personas más influyentes del mundo.
DeBose hizo su debut en televisión compitiendo en la sexta temporada de So You Think You Can Dance en 2009, donde terminó entre las 20 mejores. Luego hizo su debut en Broadway en Bring It On: The Musical en 2011 y continuó su trabajo en Broadway con papeles en Motown: The Musical (2013) y Pippin (2014). De 2015 a 2016, interpretó el papel de The Bullet en el musical Hamilton de Lin-Manuel Miranda y apareció como Jane en A Bronx Tale (2016-2017). En 2018, fue nominada al Premio Tony a la mejor actriz de reparto en un musical por su papel de Donna Summer en Summer: The Donna Summer Musical. En el 2022, fue anfitriona de la 75.ª entrega de los Premios Tony.
DeBose apareció en la película musical de Netflix The Prom (2020) y en la serie de comedia musical de Apple TV+ Schmigadoon! (2021), antes de obtener un amplio reconocimiento por su papel de Anita en el musical West Side Story (2021) de Steven Spielberg. Por su actuación, ganó el Premio Óscar a la mejor actriz de reparto, convirtiéndola en la primera mujer de color queer en recibir un Óscar en una categoría de actuación.
En la entrega de los BAFTA 2023, fue severamente criticada en redes sociales tras interpretar un rap para presentar a las actrices nominadas, debido a las críticas desactivó sus cuentas de redes sociales.

## Biografía
Ariana DeBose nació el 25 de enero de 1991 en Wilmington, Carolina del Norte. Su madre, Gina DeBose, es maestra de octavo grado. DeBose se formó en danza en CC & Co. Dance Complex en Raleigh. DeBose ha declarado que su padre es puertorriqueño y su madre es blanca, y que ella también tiene ascendencia afroamericana e italiana.

## Carrera

### 2009-2016: Primeros trabajos y papeles de Broadway
DeBose hizo su debut televisivo en 2009, cuando compitió en la serie de televisión So You Think You Can Dance, llegando al Top 20. Más tarde apareció en la telenovela One Life to Live e interpretó a Inez en la producción del Teatro de Carolina del Norte de Hairspray antes apareciendo en el papel de Nautica en la producción de 2011 Alliance Theatre de Bring It On. También apareció en el conjunto de la Filarmónica de Nueva York producción de Company, que fue filmada para televisión. A finales de 2011, Bring It On se embarcó en una gira nacional por los Estados Unidos. DeBose continuó con su papel en la producción de Broadway de 2012 y entendió al personaje de Danielle.
En 2013, DeBose interpretó a Mary Wilson en Motown en Broadway, como suplente del papel de Diana Ross. Más tarde se unió al elenco de Pippin en Broadway, interpretando a una noble y a una actriz y aprendiendo el papel de actriz principal, que terminó asumiendo durante un breve período en 2014. Se la puede escuchar interpretando a la directora/coreógrafa Zoey Taylor en As the Curtain Rises, un podcast original de telenovelas de Broadway de Broadway Podcast Network.
En 2015, DeBose dejó a Pippin para unirse al conjunto musical del off-Broadway Hamilton. El espectáculo se trasladó a Broadway más tarde ese año. Dejó Hamilton en julio de 2016 e hizo una aparición especial en la serie de televisión Blue Bloods como Sophia Ortiz. También interpretó a Daphne en la película de suspenso Seaside. Desde noviembre de 2016 hasta agosto de 2017, DeBose interpretó a Jane en Broadway en A Bronx Tale.

### 2017-presente: Avance y éxito crítico
A fines de 2017, DeBose recibió su papel revelación, interpretando a Disco Donna en Summer: The Donna Summer Musical en La Jolla Playhouse de San Diego. Repitió este papel en la producción de Broadway, que se estrenó en abril de 2018. Fue nominada al Premio Tony de 2018 a la mejor actriz de reparto en un musical.
DeBose interpretó a Alyssa Greene en la adaptación cinematográfica de The Prom, dirigida por Ryan Murphy.[cita requerida] En marzo de 2021, DeBose lanzó una grabación y un video dance-pop de «Shall We Dance» de Rodgers & Hammerstein para el álbum R&H Goes Pop, producido por Justin Goldner y arreglado por Benjamin Rauhala. En 2021, DeBose interpretó a Emma Tate en la serie de comedia musical de parodia Schmigadoon! en Apple TV+. También protagonizará la película de espías Argylle para el servicio.
A pesar de que inicialmente no se vio a sí misma interpretando el papel y se negó a hacer una audición para él, DeBose interpretó a Anita en la adaptación cinematográfica de 2021 del musical West Side Story, dirigida por Steven Spielberg. La película se estrenó en diciembre de 2021 con gran éxito de crítica. La propia DeBose recibió atención crítica por su interpretación de Anita, y Caryn James de la BBC elogió su actuación y declaró: «Anita, en una interpretación dinámica y en capas de Ariana DeBose, es el centro de atención arremolinando su falda y bailando al son de los ritmos latinos que impregnan la película». David Miedo de Rolling Stone escribió: «DeBose [...] fuerte contendiente para el Jugador Más Valioso aquí, cuya energía, en su canto, su baile, su lectura de líneas, su mirada de soslayo, podría impulsar un bloque metropolitano». También recibió múltiples elogios, incluido un Globo de Oro, un premio BAFTA, un premio de la Crítica Cinematográfica y un premio del Sindicato de Actores, lo que la convirtió en la primera mujer afrolatina y queer de color en ganar este último premio, y el Premio Óscar a la mejor actriz de reparto.
Tras su éxito en West Side Story, se anunció que DeBose sería la anfitriona de la 75.ª entrega de los Premios Tony. DeBose llamó a la oportunidad de presentar «un momento de la lista de deseos» que «no sabía que tenía». Recibió críticas generalmente positivas por el programa.
DeBose será la próxima estrella en el próximo thriller de ciencia ficción ISS. También aparecerá en la próxima película de superhéroes Kraven the Hunter, dirigida por JC Chandor. También hará una aparición recurrente en la cuarta temporada de la serie de ciencia ficción de HBO Westworld.

## Vida personal
DeBose se identifica como queer y se lo dijo a sus abuelos en 2015.
En diciembre de 2020, DeBose y Jo Ellen Pellman lanzaron la Iniciativa Unruly Hearts. La iniciativa se creó para ayudar a los jóvenes a conectarse con organizaciones y organizaciones benéficas que abogan por la comunidad LGBTQ+.
DeBose tiene una relación con la diseñadora de vestuario y profesora Sue Makkoo. La pareja se conoció mientras trabajaba en Summer: The Donna Summer Musical en 2017. Anteriormente, DeBose estaba en una relación romántica con la maestra de utilería teatral Jill Johnson. La pareja se conoció mientras ambas trabajaban en el musical Motown the Musical.

## Filmografía

### Teatro
| Año  | Título                           | Personaje                                 | Lugar                   |
| ---- | -------------------------------- | ----------------------------------------- | ----------------------- |
| 2011 | Bring It On                      | Nautica, u/s Danielle                     | Alliance Theatre        |
| 2011 | Bring It On                      | Nautica, u/s Danielle                     | National Tour           |
| 2012 | Bring It On                      | Nautica, u/s Danielle                     | St. James Theatre       |
| 2013 | Motown: The Musical              | Reparto, Mary Wilson, u/s Diana Ross      | Lunt-Fontanne Theatre   |
| 2014 | Pippin                           | Músico principal (u/s, después reemplazo) | Music Box Theatre       |
| 2015 | Hamilton: An American Musical    | Reparto (The Bullet)                      | The Public Theater      |
| 2015 | Hamilton: An American Musical    | Reparto (The Bullet)                      | Richard Rodgers Theatre |
| 2016 | A Bronx Tale                     | Jane                                      | Longacre Theatre        |
| 2017 | Summer: The Donna Summer Musical | Disco Donna                               | La Jolla Playhouse      |
| 2018 | Summer: The Donna Summer Musical | Disco Donna                               | Lunt-Fontanne Theatre   |

### Cine
| Año  | Título                       | Personaje           | Notas             |
| ---- | ---------------------------- | ------------------- | ----------------- |
| 2018 | Seaside                      | Daphne              |                   |
| 2020 | Hamilton                     | Ensemble/The Bullet |                   |
| 2020 | The Prom                     | Alyssa Greene       |                   |
| 2021 | West Side Story              | Anita               |                   |
| 2023 | Once Upon a Studio           | Asha                | Voz; cortometraje |
| 2023 | I.S.S.                       | Kira Foster         |                   |
| 2023 | Wish: el poder de los deseos | Asha                | Voz               |
| 2024 | Argylle                      | Keira               |                   |
| 2024 | House of Spoils              | Chef                |                   |
| 2024 | Kraven the Hunter            | Calypso             |                   |

### Televisión
| Año  | Título                                 | Personaje                 | Notas                                           |
| ---- | -------------------------------------- | ------------------------- | ----------------------------------------------- |
| 2016 | Blue Bloods                            | Sophia Ortiz              | Episodio: «The Road to Hell»                    |
| 2016 | Hamilton's America                     | Ella misma                | Documental de televisión                        |
| 2021 | Schmigadoon!                           | Emma Tate                 |                                                 |
| 2021 | Coming Something: West Side Story 2021 | Ella misma                | Documental detrás de cámaras de West Side Story |
| 2022 | Saturday Night Live                    | Ella misma (presentadora) | Episodio: «Ariana DeBose/Bleachers»             |

## Premios y nominaciones
Premios Óscar
| Año  | Trabajo         | Categoría               | Resultado | Ref.   |
| ---- | --------------- | ----------------------- | --------- | ------ |
| 2022 | West Side Story | Mejor actriz de reparto | Ganadora  | [ 36 ] |

Premios Globo de Oro
| Año  | Trabajo         | Categoría               | Resultado | Ref.   |
| ---- | --------------- | ----------------------- | --------- | ------ |
| 2022 | West Side Story | Mejor actriz de reparto | Ganadora  | [ 37 ] |

Premios del Sindicato de Actores
| Año  | Trabajo         | Categoría               | Resultado | Ref.   |
| ---- | --------------- | ----------------------- | --------- | ------ |
| 2022 | West Side Story | Mejor actriz de reparto | Ganadora  | [ 38 ] |

Premios BAFTA
| Año  | Trabajo         | Categoría               | Resultado | Ref. |
| ---- | --------------- | ----------------------- | --------- | ---- |
| 2022 | West Side Story | Mejor actriz de reparto | Ganadora  |      |

Premios Sant Jordi
| Año          | Trabajo         | Categoría                           | Resultado | Ref.   |
| ------------ | --------------- | ----------------------------------- | --------- | ------ |
| 66.ª edición | West Side Story | Mejor actriz en película extranjera | Ganadora  | [ 39 ] |

Otros premios
| Año  | Premios                                             | Categoría                                     | Trabajo                          | Resultado | Ref.   |
| ---- | --------------------------------------------------- | --------------------------------------------- | -------------------------------- | --------- | ------ |
| 2016 | Premios Astaire                                     | Mejor reparto de una producción de Broadway   | Hamilton                         | Nominada  | [ 40 ] |
| 2018 | Premios Tony                                        | Mejor actriz de reparto de un musical         | Summer: The Donna Summer Musical | Nominada  | [ 41 ] |
| 2018 | Premios Drama League                                | Mejor actuación                               | Summer: The Donna Summer Musical | Nominada  | [ 42 ] |
| 2018 | Premios Chita Rivera                                | Mejor bailarina en una producción de Broadway | Summer: The Donna Summer Musical | Ganadora  | [ 43 ] |
| 2022 | Alianza de Mujeres Periodistas de Cine              | Mejor actuación rompedora del año             | West Side Story                  | Nominada  | [ 44 ] |
| 2022 | Asociación de críticos de cine de Austin            | Mejor actriz de reparto                       | West Side Story                  | Nominada  | [ 45 ] |
| 2022 | Asociación de críticos de cine de Chicago           | Mejor actriz de reparto                       | West Side Story                  | Nominada  | [ 46 ] |
| 2022 | Asociación de Críticos de Cine de Dallas-Fort Worth | Mejor actriz de reparto                       | West Side Story                  | Ganadora  | [ 47 ] |
| 2022 | Asociación de Críticos de Cine de Detroit           | Mejor actriz de reparto                       | West Side Story                  | Ganadora  | [ 48 ] |
| 2022 | Asociación de Críticos de Cine de Florida           | Mejor actriz de reparto                       | West Side Story                  | Ganadora  | [ 49 ] |
| 2022 | Asociación de Críticos de Cine de Georgia           | Mejor actriz de reparto                       | West Side Story                  | Ganadora  | [ 50 ] |
| 2022 | Asociación de Críticos de Cine de Los Ángeles       | Mejor actriz de reparto                       | West Side Story                  | Ganadora  | [ 51 ] |
| 2022 | Premios de la Crítica Cinematográfica               | Mejor actriz de reparto                       | West Side Story                  | Ganadora  | [ 52 ] |
| 2022 | Premios de la Crítica Cinematográfica               | Mejor reparto                                 | West Side Story                  | Nominada  | [ 52 ] |